# Lady Gaga Live at Roseland Ballroom
Lady Gaga Live at Roseland Ballroom foi o primeiro concerto de residência da artista musical estadunidense Lady Gaga. Apresentado no Roseland Ballroom, situado em Manhattan, Nova Iorque, o concerto teve início em 28 de março de 2014 e terminou em 1º de abril seguinte, constituindo-se de sete datas. Foi o último evento organizado pelo local após ser anunciado que o Roseland Ballroom seria fechado e substituído por um arranha-céu de 42 andares. Gaga revelou que o Roseland foi o único local em Nova Iorque que ela nunca se apresentou, embora ela tenha o visitado anteriormente para assistir alguns shows. Foi lançado um pôster que anuncia o evento, mostrando uma imagem antiga de Gaga tirada antes da época em que ela tornou-se uma cantora profissional.
Como uma homenagem ao local, o palco foi decorado com rosas. A montagem do palco multi-nivelado consistiu em rotas de fuga de incêndio nova-iorquinas. Outras partes do palco apresentavam uma escada que chegava aos camarotes e uma réplica de um vagão de trem do serviço de metrô de Nova Iorque F. O figurino da cantora também contou com temas de rosas, apresentando collants, chapéus e casacos, e instrumentos adornados com rosas vermelhas. O repertório do concerto apresentou canções de seus álbuns de estúdio anteriores The Fame (2008), Born This Way (2011) e Artpop (2013), bem como do extended play (EP) The Fame Monster (2009). Algumas faixas foram interpretadas em versões acústicas.
O concerto recebeu análises positivas da mídia especializada, a qual prezou os vocais de Gaga, a coreografia, e a apresentação geral do show. Todas as datas tiveram os ingressos esgotados, que foram vendidos a um preço acima dos custos médios no local. A Billboard revelou que as sete apresentações venderam um total de 24.532 ingressos, enquanto arrecadando um total de US$ 1.500.000. Duas performances do concerto foram transmitidas no programa Late Show with David Letterman, enquanto as redes televisivas MTV e Logo TV colaboraram em um projeto que mostrava a logística da residência. A última apresentação, foi feita em 7 de abril de 2014, e transmitida ao vivo pela Verizon Communications.

## Antecedentes e anúncio
O Roseland Ballroom inaugurou em seu primeiro local na cidade de Nova Iorque na 51ª runa em 1919, depois de se mudar da Filadélfia. Ele mudou-se para sua localização atual na 52ª rua durante o ano de 1956 como uma pista de patinação convertida. O local iniciou suas atividades como um salão para danças e grupos de orquestra, porém mais tarde mudou seu foco através das várias épocas da música popular e seus respectivos gêneros, incluindo o disco, o grunge e o EDM. Enquanto o Roseland Ballrom contou com apresentações de bandas futuras e antigas e artistas conhecidos, rumores começaram a circular desde 1996 sobre o fechamento do local, depois de Ginsberg ter arquivado planos para acabar com o seu baixo crescimento estrutural de três andares, substituindo-o por um arranha-céu de 42 andares. Em 19 de outubro de 2013, foi anunciado que o Roseland Ballroom fecharia em abril de 2014, após mais de 50 anos de operação no seu local atual.
Em 19 de novembro de 2013, foi revelado que Gaga iria realizar os últimos concertos no local com quatro noites íntimas de residência, que seriam 28 de março, 30 de março, 31 de março e 2 de abril de 2014. Os ingressos dos shows foram colocados à venda através da Ticketmaster em 25 de novembro seguintes; eles foram vendidos a um preço de US$ 50 para as pistas normais e US$ 200 para o camarote. Os membros do fã-clube de Gaga — chamados de Little Monsters — puderam agendar a compra da primeira leva de ingressos no dia 19 de novembro. Usuários foram selecionados aleatoriamente para receber convites e códigos para comprar os ingressos em 21 de novembro. Membros do cartão de crédito Citi também tiveram acesso à pré-venda a partir de 22 de novembro.
De acordo com Gaga, apresentar-se no Roseland Ballroom sempre foi um sonho. Ela explicou a John Seabrook, do periódico The New Yorker: "É basicamente o único salão da cidade [de Nova Iorque] eu não me apresentei." Quando jovem, ela não pode pagar ingressos para assistir shows de diversos artistas, mas conseguiu ganhar ingressos grátis para uma apresentação da banda Franz Ferdinand no local durante seu último ano no ensino médio. Gaga lembrou que ela caiu durante o concerto e quebrou o nariz, fazendo com que seus pais a proibissem de visitar o Roseland. Depois que a carreira da cantora começou a fazer sucesso com o lançamento de seu álbum de estreia The Fame (2008), ela não pode se apresentar no local até ao seu encerramento. Gaga revelou o pôster oficial para o concerto de residência no dia 18 de março de 2014. A imagem foi feita em 2008 no Lower East Side de Nova Iorque e caracteriza Gaga vestida com uma calça e uma camisa, ambas de cor preta, usando um salto alto e um óculos da mesma cor. De acordo com Gaga, "nós encontramos [a fotografia] e usamos essa mesma foto para o meu pôster [dos concertos no] Roseland". O pôster incluiu também uma frase dita pela cantora na mesma época em que foi feita a fotografia: "Eu sou Lady Gaga. Uma cantora / compositora. Você vai me conhecer um dia."

## Desenvolvimento
Tematicamente, o palco montado e o figurino consistiram de muitas rosas e foram uma homenagem para o local e o nome "Roseland". Começando da chegada ao Roseland em uma roupa e uma máscara bege, decoradas com rosas vermelhas, os figurinos usados no palco incluíram trajes característicos utilizados por Gaga em suas performances anteriores. Um dos vestidos era formado por calças de cor roxa, meias arrastão e uma máscara coberta de rosas roxas, juntamente com um casaco roxo metálico por cima. O fotógrafo Terry Richardson tirou fotos das atividades dos bastidores, revelando que um segunda jaqueta roxa também foi usada por Gaga, sendo adornada por joias e estampada com a palavra "Gaga" na parte traseira. Os instrumentos utilizados pela cantora, como um teclado, também foi decorado de forma semelhante, contendo rosas vermelhas. Outro vestido incluiu uma ponta de ferro nos ombros, reminiscente à era de seu primeiro álbum de estúdio, juntamente com um chapéu feito de rosas negras. A cantora também usou uma peruca de cor verde que introduziu durante a era de Artpop. Don Lawrence, treinador vocal da artista, ajudou-a antes de cada show, seja presente ou por telefone. Uma hora antes do início dos concertos, Gaga praticou mais aquecimentos vocais.
O palco foi criado para incorporar as rotas de fuga de incêndio nova-iorquinas, tornando-o multi-nivelado e comparável ao da capa do álbum homônimo da banda de rock Grateful Dead. O palco tinha uma grande cortina vermelha para esconder Gaga do público, que foi igualmente adornada com rosas. Uma escada decorada com rosas foi colocada no lado esquerdo do palco, o que ajudou Gaga a subir aos camarotes. Uma passarela suspensa foi construída atrás do palco, que também foi forrada com rosas, e permitiu que seus bailarinos dançassem lá. Um piano foi colocado na frente de uma janela que representava o antigo apartamento de Gaga em Nova Iorque. O Lower East Side da cidade foi representado pela réplica de um vagão de trem do serviço de metrô F na plataforma auxiliar do Roseland Ballroom, que foi nomeada como a "Artpop Zone", enfeitada com luzes de neônio soletrando "176 Stanton Street", antigo endereço da cantora. Um canhão de confetes foi mantido para a apresentação de "Applause" e uma bola de discoteca gigante do local foi usada durante o concerto.

## Atos de abertura
- Lady Starlight[12]

## Repertório
O repertório abaixo é representativo do concerto ocorrido em 28 de março de 2014, não correspondendo aos shows seguintes.
1. "Born This Way" (versão em piano)
2. "Black Jesus † Amen Fashion"
3. "Monster"
4. "Bad Romance"
5. "Sexxx Dreams"
6. "Dope"
7. "Yoü and I"
8. "Just Dance"
9. "Poker Face" (versão em piano)
10. "Artpop" (interlúdio)
11. "Applause"
12. "G.U.Y."

## Faturamento
| Data                | Ingressos vendidos / Disponíveis | Receita       |
| ------------------- | -------------------------------- | ------------- |
| 28 de março de 2014 | 24,532 / 24,532                  | US$ 1,522,800 |
| 30 de março de 2014 | 24,532 / 24,532                  | US$ 1,522,800 |
| 31 de março de 2014 | 24,532 / 24,532                  | US$ 1,522,800 |
| 2 de abril de 2014  | 24,532 / 24,532                  | US$ 1,522,800 |
| 4 de abril de 2014  | 24,532 / 24,532                  | US$ 1,522,800 |
| 6 de abril de 2014  | 24,532 / 24,532                  | US$ 1,522,800 |
| 7 de abril de 2014  | 24,532 / 24,532                  | US$ 1,522,800 |